# Xeniaria
Xeniaria – rodzaj skorków z rodziny Arixeniidae. Obejmuje 3 gatunki. Żyją na guanie i skórze nietoperzy z podrodziny molosów (głównie naguska obrożnego). Występują w południowo-wschodniej części krainy orientalnej.

## Morfologia
Skorki te mają umiarkowanie spłaszczone ciało, osiągające od 15 do 21 mm długości. Budowa ciała jest mniej przysadzista, sterczące szczecinki występują na nim liczniej, a łyse place są mniejsze niż u blisko spokrewnionego rodzaju Arixenia. Stosunkowo krótka głowa wyposażona jest bardzo małe oczy nerkowatego lub eliptycznego kształtu. Czułki buduje 14 członów, z których pierwszy jest relatywnie krótki, a te drugiego do ósmego łącznie znacznie dłuższe niż pięć kolejnych. Sterczące włoski na trzecim członie są dość długie u samic, podczas gdy krótkie u samców. Długość nadustka wynosi zaledwie trzecią część jego szerokości. Narządy gębowe cechują się dużą wargą górną, bardzo dużymi, nieco asymetrycznymi żuwaczkami o dwóch dużych zębach wierzchołkowych i dużym zębie środkowym każda, wąskimi żuwkami wewnętrznymi, silniej niż u Arixenia zakrzywionymi żuwkami zewnętrznymi oraz dość długą wargą dolną o smukłych przyjęzyczkach.
Tułów ma silnie rozszerzone bocznie tergity (nota), z których przedplecze jest nieco trapezowate i, podobnie jak śródplecze ścięte z tyłu. Przedpiersie jest dwukrotnie dłuższe niż szerokie, o wklęśle zakrzywionych tylnych odcinkach brzegów bocznych. Szerokość zaokrąglonego z przodu i z tyłu śródpiersia wynosi od 3,8 do 4,9 mm i jest mniej więcej równa jego długości. Relatywnie smukłe odnóża mają w widoku brzusznym pierwszy człon stopy dwukrotnie dłuższy niż drugi.
Odwłok charakteryzuje się paraproktem oddzielonym od dziesiątego tergitu wąską i skośną szparką. Samica ma duże metapygidium oraz trójkątne, spiczasto zakończone pygidium. Przysadki odwłokowe są u samicy dwukrotnie dłuższe niż szerokie, u samca zaś smukłe, znacznie przed środkiem długości zgięte pod kątem, każda wyposażona w jedno pólko papilli zmysłowych. W narządach rozrodczych samca paramery są małe i słabo zesklerotyzowne, a woreczek prepucjalny pozbawiony jest żebra brzusznego i wyposażony jest w cztery nieregularne i silnie zesklerotyzowne skleryty endofalliczne.

## Występowanie i ekologia
Przedstawiciele rodzaju są związani z nietoperzami, głównie z bezwłosym naguskiem obrożnym (Cheiromeles torquatus), a sporadycznie z moloskiem pomarszczonym (Tadarida plicata). Spotykani są wyłącznie w jaskiniach i dziuplach, zasiedlonych przez te nietoperze oraz na ich ciele. Związane są jednak wyłącznie z dużymi koloniami tych nietoperzy, zwykle położonymi wysoko na powierzchnią gruntu. Ich relację określa się w literaturze jako pasożytnictwo zewnętrzne lub komensalizm. Większość czasu skorki te spędzają na guanie zalegającym na ścianach i stropach grzęd nietoperzy, żerując na odżywiających się guanem stawonogach. Na ciała gospodarzy wchodzą prawdopodobnie celem pożywiania się na ich wydzielinach, choć samego żerowania nigdy nie zaobserwowano. Szczególnie chętnie wchodzą na osobniki martwe, umierające i młode. Obserwacje dotyczą jednak tylko młodych stadiów rozwojowych skorków, poukrywanych w fałdach skóry gospodarzy i nie jest jasne, czy starsze nimfy i osobniki dorosłe również wykazują takie zachowanie. Przypuszcza się, że silniej porośnięte szczecinkami i mające silniejsze, przystosowane do przeżuwania żuwaczki gatunki z rodzaju Xeniaria więcej czasu spędzają na guanie, polując na zasiedlające je stawonogi, natomiast mający mniej szczecinek na ciele przedstawiciele pokrewnego  rodzaju Arixenia więcej czasu spędzają na nietoperzach i ich wydzieliny stanowią większą część ich diety. Ta niewielka rozbieżność w niszach tłumaczyłaby współwystępowanie przedstawicieli obu rodzajów na tych samych stanowiskach.
Zasięg tych skorków jest nierozerwalnie związany z zasięgiem ich gospodarzy. Znane są z Półwyspu Malajskiego, Jawy, Palawanu, Mindanao i Celebesu.

## Taksonomia
Rodzaj ten wprowadzony został w 1974 roku przez T.C. Maa, który jego gatunkiem typowym wyznaczył opisanego przez Malcolma Burra Arixenia jacobsoni, jak również opisał dwa kolejne gatunki. Nazwa rodzajowa jest anagramem nazwy Arixenia. Łącznie należą doń 3 opisane gatunki:
- Xeniaria bicornis Maa, 1974
- Xeniaria jacobsoni (Burr, 1912)
- Xeniaria truncata Maa, 1974